# 史蒂维·旺德
史蒂夫兰·哈德威·莫里斯（英語：Stevland Hardaway Morris，1950年5月13日—），藝名史蒂维·旺德（Stevie Wonder），美国盲人歌手、作曲家、音乐制作人、社会活动家。為摩城唱片旗下艺人。擅长多种乐器，如键盘乐器、口琴、鼓、吉他等，是一位唱乐皆佳的全能型音樂人。

## 个人简介

### 艺术生涯
本名史蒂维兰·莫里斯，出生于美国密歇根州薩吉諾密歇根的聖瑪麗醫學中心。出生后不久因保温箱内氧气过量的医疗事故而失明。史蒂维·旺德在4岁学会吹口琴，5岁开始学钢琴，11岁就会演奏10多种乐器，他还生了一副好嗓子，且对音乐有着天生的领悟与驾驭能力。1961年，年仅11岁的音乐神童被汽车城唱片发掘成为签约歌手，1963年以“小史蒂维·旺德”（Little Stevie Wonder）的名字凭一曲《指尖》（Fingertip），向人们转達了双目失明的人如何用指尖来感受世界的感觉，令人为之惊叹，此曲高居美国排行榜榜首达3周，轰动全美，史蒂维·旺德一举成名。同年，《12岁天才》（The 12 Year Old Genius）再度夺冠。60年代中期开始，史蒂维佳作迭出，其中绝大部分是情歌，如表达纯真爱情的《我是如此爱她》（I Was Made To Love Her）、《Never Had A Dream Come True》超凡的音乐才华让史蒂维·旺德15岁前就成为全美家喻户晓的知名歌手。
步入70年代，20岁的史蒂维·旺德开始制作唱片，《签名，盖章，赠送，我是你的》（Signed, Sealed Delivered I'm Yours）是他参与制作的第一张专辑，这首歌也是他专门为自己的歌迷会Wonderlove创作的一首歌，此后他推出了自己的第一张专辑，都由他个人一手经办。同年，他与瑟丽塔·莱特（Syreeta Wright）喜结良缘并出版专辑《我来自何方》（Where I'm Coming From），从此音乐走向一条崭新的道路。1972年，他又推出了《迷信》（Superstition）赢得一片好评。此后又陆续有专辑《发音书》（Talking Book）、《内在视觉》（Innervision）问世，此中他尝试了多种乐风，如拉丁曲风的《Don't You Worry 'bout a Thing》。1974年，大手笔制作《Fulfilling Ness' First Finale》推出，单曲《城市生活》（Living for the City）描绘了黑人在美国社会中的艰辛与自强不息。1976年推出的《Songs in the key of Life》蝉联全美排行榜冠军达14周之久，27岁之前共获14项格莱美奖，可谓乐坛奇迹。
80年代推出了专辑《热过七月》（Hotter Than July），这张专辑的风格又有新的尝试，加入了非洲与加勒比海音乐元素。1982年，与白人歌手保罗·麦卡特尼合作的乌木与象牙，用钢琴上的黑白键的和谐，借喻黑人白人也应该和谐相处。1984年，为电影《红衣女郎》所创作的一曲《电话诉衷情》（I Just Called to Say I Love You）不但是当年全美全英排行榜冠军，也是汽车城唱片在英国最卖座的一张，在2002年的英国历代最佳销量排行榜上，此曲荣获第十三位。1985年又推出《短暂情人》（Part-Time Lover）荣登全美排行榜榜首。

### 音乐制作与作曲
史蒂维·旺德是美国流行乐坛史上最有影响力的音乐家之一。他的作品有强大的思想性和流行性，是黑人摇滚和汽车城音乐的重要代表。除了自己的作品，他也为許多其他歌手作曲和制作音乐，代表作有为史摩基·羅賓森 & The Miracles创作的《The Tears of a Clown》，为The Spinners创作的《It's a Shame》，为迈克尔·杰克逊创作的《I Can't Help It》，还有Roberta Flack & Donny Hathaway的《You Are My Heaven》、Rufus & Chaka Khan的《Tell Me Something Good》等。此外，他还与很多著名歌手合作过，如昆西·琼斯、芭芭拉·史翠珊、惠特妮·休斯顿、奇里夫·李察、B·B·金、诱惑合唱团等。

## 音樂成績
截至目前为止，史蒂维·旺德有9首单曲成为美国年度排行冠军曲，获得过“最佳R&B男歌手”、“最佳流行男歌手”、“年度专辑”等22座格莱美奖，及一座奥斯卡最佳电影歌曲奖，2004年他獲得告示牌音樂獎的“世纪成就奖”（Century Award）。他创作了大量脍炙人口的音乐作品，唱片销量超过7000万张，為美国乐坛一致公认的“国家一级人物”。
截至2018年，史蒂维·旺德曾7度榮膺格莱美奖最佳節奏藍調男歌手，獲提名次數高達16次，兩者皆為該獎最多紀錄保持人。
1973年的交通事故后，旺德以此为契机，开始投身于慈善与和平事业。曾演唱歌曲反对南非种族隔离制度，另有歌曲赞颂黑人运动领袖马丁·路德·金。

## 代表作品

### 全美和全英十大单曲
- 1963年：指尖 Fingertips (Pt. 2)（US #1）
- 1965年：紧张 Uptight (Everything's Alright)（US #3）
- 1966年：吹散风中 Blowin' In The Wind（US #9）
- 1966年：阳光地带 A Place in the Sun（US #9）
- 1967年：我如此爱她 I Was Made to Love Her（US #2）
- 1968年：为我生命中的第一次 For Once In My Life（US #2）
- 1968年：Shoo-Be-Doo-Be-Doo-Da-Day（US #9）
- 1969年：我亲爱的爱人 My Cherie Amour（US #4）
- 1969年：昨天的我，昨天的你，昨天 Yester-Me, Yester-You, Yesterday（US #7）
- 1970年：天助你我 Heaven Help Us All（US #9）
- 1970年：签名，盖章，赠送（我是你的）Signed, Sealed, Delivered (I'm Yours)（US #3）
- 1971年：如果你真的爱我 If You Really Love Me（US #8）
- 1972年：迷信 Superstition（US #1）
- 1973年：更高处 Higher Ground（US #4）
- 1973年：你是我生命中的阳光 You Are the Sunshine of My Life（US #1）
- 1974年：城市生活 Living for the City（US #8）
- 1974年：你还没做任何事情 You Haven't Done Nothin'（和 The Jackson 5）（US #1）
- 1977年：我希望 I Wish（US #1）
- 1977年：达克先生 Sir Duke（US #1）
- 1979年：赐予你的爱 Send One Your Love（US #4）
- 1980年：Master Blaster (Jammin)（US #5）
- 1982年：乌木与象牙 Ebony and Ivory（和保罗·麦卡特尼）（US #1）
- 1982年：那个女孩 That Girl（US #4）
- 1984年：电话诉衷情 I Just Called to Say I Love You（US #1, UK #1）
- 1985年：回家 Go Home（US #10）
- 1985年：短暂情人 Part-Time Lover（US #1）

## 歷年專輯
- 1963年：12岁天才 The 12 Year Old Genius
- 1963年：献给雷叔叔 Tribute To Uncle Ray
- 1964年：沙滩的史蒂维 Stevie at the Beach（稀少）
- 1966年：紧张 Uptight
- 1966年：降临地球 Down to Earth
- 1967年：我如此爱她 I Was Made to Love Her
- 1968年：为我生命中的第一次 For Once in My Life
- 1969年：我亲爱的爱人 My Cherie Amour
- 1970年：签名，盖章，赠送 Signed, Sealed, and Delivered
- 1971年：我来自何方 Where I'm Coming From
- 1972年：心中曲 Music of My Mind
- 1972年：发音书 Talking Book
- 1973年：内在视觉 Innervisions
- 1974年：Fulfillingness' First Finale
- 1976年：Songs in the Key of Life
- 1979年：Journey Through the Secret Life of Plants Soundtrack
- 1980年：热过七月 Hotter than July
- 1984年：The Woman in Red Soundtrack
- 1985年：In Square Circle
- 1987年：Characters
- 1991年：Jungle Fever Soundtrack
- 1995年：Conversation Peace
- 2005年：A Time 2 Love

## 外部連結
- Stevie Wonder Website（页面存档备份，存于）
- All about Stevie Wonder（页面存档备份，存于）